# بخش خوارز سلمن
بخش خوارز سلمن (به اسپانیایی: Departamento Juárez Celman) یک منطقهٔ مسکونی در آرژانتین است که در استان کوردوبا، آرژانتین واقع شده‌است. بخش خوارز سلمن ۸٬۹۰۲ کیلومتر مربع مساحت و ۵۵٬۳۴۸ نفر جمعیت دارد.